# PONK!!
『PONK!!』（ポンク）は、日本のヘヴィメタルバンドである聖飢魔IIの第十一大教典。
魔暦紀元前5年（1994年）7月1日にキューン・ソニーレコードのFITZBEATレーベルから発布された8作目のオリジナル・アルバム。前作『恐怖のレストラン』（1992年）よりおよそ1年9か月ぶりに発布された大教典であり、作詞はデーモン小暮およびSGT. ルーク篁III世、作曲はメンバー全員が担当、プロデュースは篁および小暮、川面博が担当している。
本作はロンドンのアビー・ロード・スタジオにてレコーディングが行われており、聖飢魔IIとしては初の海外レコーディング作品となった。第五大教典『THE OUTER MISSION』（1988年）を念頭に再度のイメージチェンジを企図した結果、プロデューサーの篁を中心に過去作における悪魔的な要素や音楽性を排除し、ポルカやプログレッシブ・ロック、フォークソング、AORなどの様々なジャンルの音楽性を導入した実験的な作品となった。
本作以前に発布された小教典「世界一のくちづけを」は収録されず、本作からはテレビ朝日系報道番組『フロンティア』（1994年 - 1995年）のエンディングテーマとして使用された「TEENAGE DREAM」およびフジテレビ系バラエティ番組『上岡龍太郎にはダマされないぞ!』（1990年 - 1996年）のエンディングテーマとして使用された「闘う日本人」が同日に先行小教典としてシングルカットされた。
本作の発布に際してレコード会社主導による大々的なプロモーションが行われたものの同時期に小暮の女性問題がスキャンダルとして報道されたことが影響し、本作はオリコンアルバムチャートにおいて最高位第11位という結果に終わった。またミサ・ツアーにおいても動員数が大幅に減少するなどバンド存続の危機に陥ったことも影響し、キューン・ソニーレコードからの発布は本作が最後となり聖飢魔IIは後にBMGビクターに移籍することとなった。

## 背景
第十大教典『恐怖のレストラン』（1992年）発布後、結成十周年を迎えた聖飢魔IIは新宿の日清パワーステーションにおいて1週間に亘るイベントを実施。イベントでは各構成員によるソロ・ライブやディナーショー、また構成員全員でのミサも実施された。同公演ではまだソロ・デビューしていなかったエース清水のソロ・ステージも含まれており、1993年7月21日に清水としては初のソロ・アルバム『TIME AXIS』がリリースされた。大教典『恐怖のレストラン』は結果として構成員の満足度も商業的成果も得ることが出来ず、聖飢魔IIはバンドの方向性が定まらない状態が依然として継続している状態にあった。一方でデーモン小暮のソロ活動は多数のCMやテレビ番組、ラジオ番組の出演を抱えており絶好調の状態であったため、事務所側としてもこれを好機と捉えて構成員全員でのCM出演をブッキングするようになり、日本電装のCM出演の他に清水とルーク篁はFMラジオにおいてレギュラー番組を持ち、2名だけでのCM出演も行った。
音楽以外での活動が活況であったことから、聖飢魔IIの音楽に対する認知度をそれ以外の活動と同様の認知度に上げていくという企画が持ち上がり、第五大教典『THE OUTER MISSION』（1988年）のような大幅なサウンドのイメージチェンジが検討されることになる。ディレクターもデビュー以来連れ添っていた丸沢和宏から川面博に替わっており、体制変更後の第一弾として小教典「世界一のくちづけを」を魔暦紀元前6年（1993年）10月21日に発布した。当時小暮が出演していた富士フイルムのレンズ付きフィルム「写ルンです」のCMが好評を得ていたことを受けて、篁が同CMが好評を得ている原因を分析した結果、CMの要素を楽曲にも反映させていく方向性が打ち出されることになった。小暮はCMなどの自身が好む活動においては活気に溢れていたことを受けて小暮が好んでいるニューミュージックのような楽曲制作が行われることになり、アリスや世良公則&ツイストのような楽曲として「世界一のくちづけを」が完成することになった。
所属レコード会社であるキューン・ソニーレコードは小暮の人気に乗じて次作の大教典のために多額の予算を投じ、『THE OUTER MISSION』の時に大幅にサウンドを変更したことで新たな信者を獲得したことを踏まえ、同様の現象を起こすべく大々的なプロモーションを行うことを想定していた。同時期に小暮はアメリカ合衆国のCNNで放送されていたトーク番組『ラリー・キング・ライブ』（1985年 - 2010年）に出演した他、ロックオペラ「ハムレット」の企画が進行中であった。しかし1993年秋に小暮の女性問題が女性誌で報じられ、11月に小暮は記者会見を行うことになった。報道の内容は小暮と女性の間に子供が誕生したものの小暮は入籍を拒否したというものであり、実子であることを疑っていた小暮側は女性に対して内容証明郵便を送付する事態となった。その後の調査で子供は小暮の実子であることが発覚、小暮は認知したものの入籍は拒否して別の女性と入籍することになった。このスキャンダルは大幅なイメージチェンジを画策していた聖飢魔IIにとって、大きな傷跡を残す結果となった。

## 録音、制作
デビュー以来聖飢魔IIのディレクターを担当していた丸沢が前作を最後に降板し、また小暮のスキャンダルが露呈したことで確執が生まれていた構成員の関係性が一気に崩れかかっている状態となり、さらに沈みかかった船から逃げ出すように所属事務所のスタッフが次々に退職していく流れとなった。そのような状況下で心機一転を図るため、本作のレコーディングはスタッフからの提案によりロンドンで行われることが決定した。侍従である平野喜久雄は小暮に纏わる一連の騒動を受け、環境を変えてレコーディングするために当初ロサンゼルスを推薦していたが、プロデューサーである川面博はビートルズの世界観を好んでいたためにアビー・ロード・スタジオですべてのレコーディングを行うプランを提案、川面は他にも城でレコーディングする案も提示したが、食事や睡眠の環境が整っていないことから断念することになった。構成員はレコーディングのためにアビー・ロード・スタジオ付近のフラットの一室に全員で滞在し、時間的な余裕を持った状態でレコーディングが行われることになった。結果としてレコーディングは40日間という長期間に亘って行われたが、これはレコード会社主導による大きなプロジェクトであったことから実現したものであった。
本作のレコーディングにおいては篁が自らサウンド・プロデューサー担当を申し出ており、その理由としては丸沢が降板したことにより舵取りが不在の状態で構成員全員の意見を取り入れながら進めるスタイルが確立していたものの効果的でないと篁は判断し、また『THE OUTER MISSION』においてプロデューサーを担当した土橋安騎夫のような存在がないと成立しないと判断したことが影響した。プロデューサーとして小暮の名前もクレジットされているが、これは全員の了承を得ているという意味での表記であり、実際には篁単独でのプロデュースであると小暮は述べている。篁は構成員に対して「“写ルンです”で、世の中は、悪魔の格好をしているのにサラリーマンをやっているところに面白さを感じている。だから、今度は音楽でもっと日常に近付けたものを作ろうよ」という提案を行った。篁の案は「聴いている人が自分に関係があって、自分に投影できる音楽」を制作するというものであり、小暮も悪い提案ではないと感じていたものの報道に対するコメントを取るために電通の担当者が8ミリビデオを持参してロンドンまで押しかけて来るような状態であり、様々なアイデアはあったものの曲作りを行える環境ではなかったために煮詰めきれなかったと小暮は述べている。ライデン湯沢は海外のエンジニアについて「まず耳が違う」と断言しており、歌の存在しているポイントが異なることやドラムスの音が前面に出ているにも拘わらずボーカルと重なっていないように感じ取れると述べている。しかし海外レコーディングの知識がないことから現地でレンタルできるにも拘わらず楽器を持参して空港へと向かったことにより、ドラムセット一式とギターアンプなどを送る際に100万円以上追加費用が発生すると指摘され、結果として本作の制作費は大幅に予算を超過することになった。しかしレコーディング前の構成員に影響を与えないようにするため、川面はその事実を伏せていたと述べている。
篁は本作について「聖飢魔IIがやらなくていい曲ではある」と認めたものの、本作以降プロデューサーとしての手腕が発揮できるようになったと述べた他、歌詞も含めて自身の世界観を表現できた作品であるために「そんなに捨てたものじゃないとは思っている」と述べている。同時期にヘヴィメタルバンドであるSo What?のプロデュース依頼が寄せられたことも踏まえて、篁は「全体的に自分の音楽を作る能力の充実度から言うと、かなり高くなっていった時期でもあったし、若いバンドと関われるというのはすごいチャンスだと思ったね」と述べている。本作の制作時に清水は篁のような熱意は持っておらず、構成員全員が持ち寄った楽曲を聴いた際に「ああ～このバンドどこへ行くんだろう、何やりたいんだろう。ちょっと俺がからめるとこないなぁと思ってた」と述べた他、「ちょっと煮詰める作業は足りなかったかもしれないと思っている」とも述べている。それに対して篁は煮詰め方が不足していたことは認めた上で、「おどかしでいい。びっくりすればいいやと思ってただけだから。それしかできなかったという感じかな。とにかく変なことをしたかった」と述べている。湯沢によれば提示する楽曲をことごとく篁に否定された清水は本作については消極的になり、またゼノン石川によれば清水は元々衝突を避けるタイプであったことから自身の意見を押し通さずに身を引く状態になっていたと述べている。清水はアビー・ロード・スタジオでレコーディングしたことに関しては「素晴らしい経験だった」と述べた上で、「THE REQUIEM」や「A STICK AND HONEY」のギターソロは会心の出来であったと述べている。また海外エンジニアに対して可聴範囲が日本人と異なるのではないかと推測した上で、良し悪しは別として日本と全く異なると清水は断言したものの、意思の疎通に関しては非常に苦労したとも述べている。湯沢は篁と2人でスタジオの隣にあるフラットで共同生活をしていたため、篁が制作において苦悩している姿を見て「作るっていうのは大変なんだな」という感想を持ったと述べている。

## 音楽性とテーマ
本作のテーマは小暮によれば「世界一のくちづけを」に続く「得意なことを得意な者にやらせる第二弾」であると述べている。本作では篁による多数の人間が共感できるような「『写ルンです』でやっているような世界」を目指して制作されており、前作『恐怖のレストラン』とは対極となる「日常に共通項があり、かつバラエティに富んでいる。しかも聖飢魔IIでやる以上は心のどこかにひっかかり、ぐさっとくるような内容が盛り込まれている。でも直接的に血が出た、首がふっとんだという内容ではなく、内面の世界にちくりとくるような」内容であると小暮は述べている。プロデューサーの川面は、聖飢魔IIの構成員を相手に制作を進めていくには自身の持論を持つ必要性があると判断、トータルで見た際に教典をどういった形で世の中に提示するのかという観点で制作するのが自身の主義であると構成員に対して主張した。丸沢が退任したことで混沌とした状態であったために川面は船頭を確定した上で進める必要があると判断、篁が曲順も含めてトータルで意見を言える立場を望んだために篁に依頼することになったと述べている。
篁は聖飢魔IIが小暮のタレント性に頼ったバンドであったと認めた上で、スキャンダルが報道された事が致命的であったことから「とにかくバンド名のことも考えずに、本当に自分がここの構成員でいたいと思うようなスタイルの楽曲を書いたら?」と構成員に対してアイデアを提示した。篁はかねてから構成員がヘヴィメタルやハードロックを本当に好んでいるのかを疑問視していた部分もあり、聖飢魔IIはあらゆるジャンルの音楽も可能でありタレント性が高いバンドであったことから自由に楽曲制作することを勧めたものの、「ある意味ヘヴィ・メタルという鎧を着ていた者たちが、鎧を脱いじゃうと、実は線が細かったっていうのがバレた教典なんだよ」と内情を打ち明けている。川面は本作が聖飢魔IIのイメージからは外れた作品であると認めつつも、「ものすごくアピール度の高い作品だと思う。“スマイリーな感じでいいんじゃないの? 聖飢魔IIは”という感覚でね」と述べている。篁によれば本作は様々な制約が取り払われた状態で制作されており、「みんなが乗っていた船が急になくなってしまったという感じだった」と述べた他に「イデオロギーとかいろんなものが崩壊した」とも述べている。本作は聖飢魔IIとしての「毒」であると篁は述べており、始まり方と終わり方が「くだらない」と指摘した上で、小暮の存在は知っていてもバンド名は知らない者に対してヘヴィメタルを提示する必要はなく、9枚目の小教典「BAD AGAIN 〜美しき反逆〜」（1990年）のようにカラオケで歌えそうな楽曲を提示すればタレントとしての小暮を愛好する者が関心を持つと推測していた。しかしスキャンダルによって小暮のタレントとしての価値も下がった状態で実験的な作品を制作したことについて、「冒険する時は、全てのプラスに行く要素を全部整えてから冒険しなきゃいけなかったのにそれをやらなかったわけだ」と篁は反省の弁を述べている。また、篁はバンドの屋台骨を失ったことから全く異なる音楽性へと転じたと述べた上で、音楽性やメロディーも気に入っていると発言した一方で「別に聖飢魔IIがやらなくてもよかったなという世界」であると述べている。
小暮は本作について「まとまった感じをあえて出さなかった結果こういうことになっている。“まとまりが感じられない”という意見はそもそもピントがずれている」と述べた他、「おもちゃ箱をひっくりかえしたような」作品であると述べている。元々聖飢魔IIは音楽的評価を得にくいバンドであり、スキャンダルによってさらにその傾向に拍車が掛かった状態であったと小暮は述べており、本作の作風が「心の底にちくりちくりとくる人間の内面をひっかくような痛み」が描かれたものであったが故に、スキャンダルの影響により「そんな曲をなんでこんな時に聴かされるの?」という受け止め方をされた面もあったのではないかと推測、またこの時期に『恐怖のレストラン』のような作風の教典が発布されていれば批判的な意見を無視できた可能性もあったことから「やっぱりタイミングは大きい」と小暮は述べている。しかし一方でスキャンダルの影響によって篁がプロデューサーとして名乗りを上げたこともあるため本作の作風が問題であったとは一概には言えないと小暮は述べた他、丸沢が降板した後に最も丸沢が望んだ世界観の教典が制作されたことが興味深いとも述べている。
清水は本作に対して「この教典は全然分からない」と否定的な見解を述べている。石川はロンドンにおけるレコーディングは楽しめたと述べたものの、本作に対して「ますます聖飢魔IIというものを分からなくしてしまった」と述べている。石川はビートルズのアルバム『ザ・ビートルズ』（1968年）を意識していた部分があると述べた上で、本作について「カラフルな絵の具をパレットに散りばめたような教典」であると例えている。本作収録曲は純粋な音楽に近いものであると指摘した上で、石川は構成員の出で立ちで「ロマンス」のような楽曲は合わず、「これを聖飢魔IIがやるってところが、更に難解にしてしまったのかもしれない」と述べている。しかし数年後に信者から本作は受け入れられたと石川は主張し、「みんな何をやっても驚かなくなっているでしょ? そういう良い意味で、びっくりしないで受け止めてくれるのは、『PONK!!』を出したおかげかもしれないね」と述べている。湯沢は本作について異色でありバラエティーに富んだ内容であるものの「時期を間違ったって感じがする」と指摘しており、コンスタントに売り上げが安定している時期に発布されていれば問題なかったのではないかと推測した上で、「凄い学術的な裏付けがしっかりされた小説から、いきなり抽象的な絵本になったって感じ」であると述べている。本作には参加していない松崎雄一は、本作について「音色選びのセンス、サウンドが抜群にいいと思いました。ただ、正直な話“どうしちゃったんですか?”って感じがしましたね。音色的なところは、1位、2位を争う、極めてセンスの良いサウンドですね」と述べている。

## リリース、チャート成績、批評
| 専門評論家によるレビュー | 専門評論家によるレビュー |
| レビュー・スコア         | レビュー・スコア         |
| 出典                     | 評価                     |
| ------------------------ | ------------------------ |
| CDジャーナル             | 否定的                   |
| TOWER RECORDS ONLINE     | 肯定的                   |

本作は魔暦紀元前5年（1994年）7月1日にキューン・ソニーレコードのFITZBEATレーベルからCDにて発布された。本作の帯に記載されたキャッチフレーズは「東洋一の原始的パワー!! 「ポンクでし。だでェ…、聴くのす。」」であった。本作からは同年6月6日に先行小教典としてテレビ朝日系報道番組『フロンティア』（1994年 - 1995年）のエンディングテーマとして使用された「TEENAGE DREAM」およびフジテレビ系バラエティ番組『上岡龍太郎にはダマされないぞ!』（1990年 - 1996年）のエンディングテーマとして使用された「闘う日本人」がシングルカットされ同時発布された。
本作はオリコンアルバムチャートにおいて最高位第11位の登場週数5回で売り上げ枚数は5.1万枚となった。この結果に対し、小暮はスキャンダルの影響が無ければセールスの状況も大きく異なっていたのではないかと推測しており、「全くスキャンダルがなくてこの『PONK!!』が出たら、面白がられてバカ売れしていたのかもしれない。“また面白いものを作ったね”と世の中に乗っていたら、この教典は、凄い転機になった教典だねって話になっていたかもしれない（笑）」と述べている。本作の作風によって大幅なイメージチェンジを打ち出した聖飢魔IIであったが、スキャンダルの影響により大々的なプロモーションも空回りとなり、新たな信者獲得も出来ずにむしろ負のイメージを助長するという結果になった。また、作風の激変により過去作を好んでいた信者は離れて行き、聖飢魔IIの活動は厳しい状態に置かれることになった。
本作に対する評価として、音楽情報サイト『CDジャーナル』では聖飢魔IIがコミカルな要素が先行し楽曲の持つクオリティが過小評価されているバンドであると指摘した上で、本作については「ハードロックの王道スタイルを踏襲したサウンドの完成度は非常に高い」と高く評価したものの「デーモンの歌が3枚目風なのが残念だ」と否定的に評価している他、2013年のリイシュー盤においてはルーク篁がプロデュースの下でプログレッシブ・ロックやフォークソング、AORなどの要素が導入されていることについて「それまでの彼らのイメージを覆すようなヴァラエティに富んだ楽曲の数々を収録している」と紹介されている。音楽情報サイト『TOWER RECORDS ONLINE』においては篁がプロデュースを担当したことやロンドンのアビー・ロード・スタジオでレコーディングされたことを紹介した上で、ポルカやAOR、プログレッシブ・ロック、ハードポップ、フォークソングなどそれまでにないジャンルの音楽性を取り込んだことから「幅広いバンド･サウンドを模索した意欲作」であると肯定的に評価した。
本作は魔暦紀元前5年（1994年）7月1日にMDにて再リリースされた他、魔暦15年（2013年）7月17日にソニー・ミュージック在籍時の聖飢魔IIのアルバム5作が復刻された際に本作もリマスター盤のBlu-spec CD2仕様にて再リリースされ、同日にはソニー・ミュージック在籍時の全83曲がiTunesやmoraなどで配信が開始された。

## ツアー
本作発布前の1994年5月7日および8日、日比谷野外音楽堂において聖飢魔IIは「青天の霹靂」というタイトルのミサを行った。同公演に合わせるかのように新たなスキャンダルのスクープ第二弾が週刊誌に掲載され、「前の記者会見は何だったの?」という風潮が強くなっていったと小暮は述べている。また、本作における作風の変化により以前からの信者は離れて行く現象が発生、本作を受けたミサ・ツアーでは空席が目立つようになり、鹿児島県文化センター公演では前列の3、4列しか聴衆がいない状態であった。湯沢はデビュー以来で最も聴衆が少なかった時期であるが本作の作風による影響ではないと述べ、篁はバンドのイデオロギーが崩壊した上でさらに聴衆が減少したために不安に駆られる状態であったと述べ、また石川は正念場であるとは感じていたものの、絶望感は感じずに「まだまだがんばれる」という気持ちでいたと述べている。同ツアーにおいてはステージセットに関することでスタッフと意見が衝突し、当初は以前のように仰々しいものが企画されていたが、本作の作風と会わないことからポップなデザインのものへと変更されることになった。スキャンダルによって世間を騒がせていることやステージセットの件でスタッフと揉めたことなどもあり、小暮は「信者にとってもバンドにとってもすごーく嫌なミサ・ツアーだったね」と述べている。前述のスクープ第二弾によって負のイメージが付きまとった結果集客は伸びず、同ツアーのコンセプトが「世の中のおもしろくないことを忘れてミサで発散しよう」というものであったにも拘わらず、ミサに行くことでスキャンダルを思い出してしまう状態に陥っていたことから「あらゆることが裏目裏目に出ている時代だ」と小暮は述べている。
同時期の問題について、侍従である松元浩一は低迷した原因は小暮のスキャンダルだけではなく、様々な媒体への出演など小暮を働きづめにさせていた上に、慢心していたスタッフや構成員が楽曲制作やバンドの方向性などの諸問題に気づいていなかったために崩壊が始まったと弁明している。小暮以外の構成員は小暮の目前で前夜の晩餐を楽しく語ることもあり、最も多く仕事を抱えていた小暮自身が羽目を外す行為に出ても不思議ではない状態であったにも拘わらず、配慮していなかったスタッフ側にも問題があったと述べている。一連の騒動の影響を受け、その後の聖飢魔IIのバンド活動は鈍化する形となった。

## 収録曲
- CDブックレットに記載されたクレジットを参照[31]。3、13曲目は表記はないものの大教典バージョンになっている。

| #         | タイトル                     | 作詞               | 作曲               | 編曲                      | 時間  |
| --------- | ---------------------------- | ------------------ | ------------------ | ------------------------- | ----- |
| 1.        | 「千年香妃花」               | デーモン小暮       | デーモン小暮       | 聖飢魔II、レクター・H伯爵 | 1:07  |
| 2.        | 「GUNS'N'BUTTER」            | デーモン小暮       | Sgt.ルーク篁III世  | 聖飢魔II                  | 4:24  |
| 3.        | 「闘う日本人」               | デーモン小暮       | ゼノン石川         | 聖飢魔II、レクター・H伯爵 | 4:08  |
| 4.        | 「ロマンス」                 | Sgt.ルーク篁III世  | Sgt.ルーク篁III世  | 聖飢魔II、レクター・H伯爵 | 4:32  |
| 5.        | 「TEENAGE DREAM」            | デーモン小暮       | Sgt.ルーク篁III世  | 聖飢魔II、レクター・H伯爵 | 5:13  |
| 6.        | 「A STICK AND HONEY」        | Sgt.ルーク篁III世  | デーモン小暮       | 聖飢魔II、レクター・H伯爵 | 5:58  |
| 7.        | 「THE REQUIEM」              | デーモン小暮       | デーモン小暮       | 聖飢魔II、レクター・H伯爵 | 6:12  |
| 8.        | 「KING OF THE STREAK」       | デーモン小暮       | デーモン小暮       | 聖飢魔II、レクター・H伯爵 | 1:21  |
| 9.        | 「やさしさが人を殺める」     | デーモン小暮       | ライデン湯沢       | 聖飢魔II、レクター・H伯爵 | 5:58  |
| 10.       | 「モーニングティーを二人で」 | デーモン小暮       | Sgt. ルーク篁III世 | 聖飢魔II、レクター・H伯爵 | 4:31  |
| 11.       | 「ふたりのWHITE NITES」      | デーモン小暮       | エース清水         | 聖飢魔II、レクター・H伯爵 | 2:26  |
| 12.       | 「JUST LET ME GO」           | Sgt. ルーク篁III世 | Sgt. ルーク篁III世 | 聖飢魔II、レクター・H伯爵 | 8:14  |
| 13.       | 「CHINESE MAGIC HERB」       | デーモン小暮       | デーモン小暮       | 聖飢魔II、レクター・H伯爵 | 2:07  |
| 合計時間: | 合計時間:                    | 合計時間:          | 合計時間:          | 合計時間:                 | 56:11 |

## スタッフ・クレジット
- CDブックレットに記載されたクレジットを参照[32]。

### 聖飢魔II
- デーモン小暮 – ボーカル、ホイッスル、バッキング・ボーカル
- ライデン湯沢 – ドラムス、パーカッション、バッキング・ボーカル& ROAST BEAF 1 POUND/DAY
- ゼノン石川 – フェンダー・ベース、コーラス、コック
- エース清水 – ギター、バッキング・ボーカル
- Sgt.ルーク篁III世 – ギター、エレクトリック・シタール、バッキング・ボーカル

### 参加ミュージシャン
- レクター・H伯爵 – キーボード、ピアノ、ハモンドオルガン、ミニ・モーグ

### 録音スタッフ
- Sgt.ルーク篁III世 – プロデューサー
- デーモン小暮 – プロデューサー
- 川面博 – プロデューサー、ディレクター
- ニック・デイヴィス – ミキシング・エンジニア（2,3,5,6,7,9,10&12曲目）
- ケニー・ジョーンズ – ミキシング・エンジニア（1,4,8,11&13曲目）、レコーディング・エンジニア
- アシュリー・アレクサンダー – アシスタント・エンジニア
- クリス・ブレア – マスタリング・エンジニア
- 田中三一 – マーキング、リマスター
- 大庭良治&ELLE OR (U.K.) LTD. IN LONDON – コーディネーター
- 掛川陽介 OR LTD. IN TOKYO – コーディネーター
- ヤマハミュージックセンター – プリプロダクション・レコーディング
- ひらたひでゆき – エンジニア
- 角智行 – エンジニア
- ボブ・ダイアー – イングリッシュ・スーパーバイザー

### その他スタッフ
- ナスティー平野（ミュージックチェイス） – アーティスト・マネージメント
- アームジョー松元（ミュージックチェイス） – アーティスト・マネージメント
- フスマニア森田（ミュージックチェイス） – アーティスト・マネージメント
- BOBBY DICK YUASA（ミュージックチェイス） – アーティスト・マネージメント
- 安場晴生（キューン・ソニーレコード） – A&Rコーディネーション
- 大倉イコニ – サウンド・クルー
- ボリショイ森永 – サウンド・クルー
- トルエン早川 – サウンド・クルー
- コンツェルン楠原（ミュージックチェイス） – レコーディング・クルー
- 岩井“シャーク”周三（ミュージックチェイス） – エグゼクティブ・マネージャー

### 美術スタッフ
- 加藤靖隆（アボーヴ・アス・オンリー・スカイ・スタジオ） – グラフィック・ビート、マジカル・ポンキー・デザイン
- ZIGEN – 写真撮影
- ピーター・チャタートン – 写真撮影アシスタント
- 橋本尚美 – カリグラフィスト
- アンドレア・ダフ – スタイリスト
- 南田理恵 – スタイリスト
- MASAMOCHI – CDラベル・モデル
- なかはらみなこ – コーディネーター（ロンドン）
- リチャード・ユーシャー (NEXUS) – ロケーション・マネージメント
- スティーブン・ケリー – ロケーション・ドライバー
- ひぐちまつゆき (AB's) – フォトタイプ・セッティング
- みうらたかこ（キューン・ソニーレコード） – プロダクション・コーディネーター

### リイシュー盤スタッフ
- 椿洋也（ソニー・ミュージックダイレクト） – A&R
- 塩月博之（ソニー・ミュージックスタジオ東京） – マスタリング
- 佐藤秀幸（ソニー・ミュージックコミュニケーションズ） – プロダクト・コーディネーション
- 坂井智明 (Blanchic) – アートワーク・リファインメント
- 中島健作 (Blanchic) – アートワーク・リファインメント

## リリース日一覧
| No. | リリース日    | レーベル                                 | 規格         | カタログ番号 | 最高順位 | 備考                   | 出典                |
| --- | ------------- | ---------------------------------------- | ------------ | ------------ | -------- | ---------------------- | ------------------- |
| 1   | 1994年7月1日  | キューンソニー／FITZBEAT                 | CD           | KSC2-81      | 11位     |                        | [ 2 ] [ 19 ] [ 33 ] |
| 2   | 1994年7月1日  | キューンソニー／FITZBEAT                 | MD           | KSY2-2022    | -        |                        | [ 34 ]              |
| 3   | 2013年7月17日 | ソニー・ミュージックダイレクト／GT music | BSCD2        | MHCL-30102   | -        |                        | [ 25 ] [ 20 ]       |
| 4   | 2013年7月17日 | ソニー・ミュージックダイレクト           | AAC-LC       | -            | -        | デジタル・ダウンロード | [ 35 ]              |
| 5   | 2013年7月17日 | ソニー・ミュージックダイレクト           | ロスレスFLAC | -            | -        | デジタル・ダウンロード | [ 36 ]              |